# Tour de France de 1964
O Tour de France 1964 foi a º 1964. A corrida foi composta por 22 etapas, no total mais de 4504 km, foram percorridos com uma média de 35,419 km/h.

## Resultados

### Classificação geral
| Pos | Nome                | País     | Equipa | Tempo        |
| --- | ------------------- | -------- | ------ | ------------ |
| 1   | Jacques Anquetil    | França   |        | 127h 09' 44" |
| 2   | Raymond Poulidor    | França   |        | 55"          |
| 3   | Federico Bahamontes | Espanha  |        | 4' 44"       |
| 4   | Henry Anglade       | França   |        | 6' 42"       |
| 5   | Georges Groussard   | França   |        | 10' 34"      |
| 6   | André Foucher       | França   |        | 10' 36"      |
| 7   | Julio Jimenez       | Espanha  |        | 12' 13"      |
| 8   | Gilbert Desmet      | Bélgica  |        | 12' 17"      |
| 9   | Hennes Junkermann   | Alemanha |        | 14' 02"      |
| 10  | Vittorio Adorni     | Itália   |        | 14' 19"      |